# Sebastián Henao
Sebastián Henao Gómez (Rionegro, 5 augustus 1993) is een voormalig Colombiaans wielrenner . Hij is een neef van Sergio Henao.

## Biografie
In 2013 eindigde hij als beste jongere in de Ronde van Colombia en werd hij achttiende op het wereldkampioenschap wielrennen voor beloften. Aan het eind van het jaar tekende hij een contract bij Team Sky.
In zijn eerste Grote Ronde, de Ronde van Italië 2014, liet hij zich zien door in de koninginnenrit met de besten mee naar boven te rijden. Dit resulteerde in een achtste plaats in de etappe. Uiteindelijk eindigde Henao op plek 22 in het eindklassement, waardoor hij de best geklasseerde renner van Team Sky was.
In 2016 wist hij door te dringen tot de top twintig van de Giro. In het jongerenklassement werd hij tweede, met bijna een halfuur achterstand op Bob Jungels.

## Palmares

### Overwinningen
2011
3e etappe Vuelta del Porvenir de Colombia
2013
1e etappe Clásica de Funza
Eindklassement Clásica de Funza
Jongerenklassement Ronde van Colombia

### Resultaten in voornaamste wedstrijden
| Jaar | Ronde van Italië | Ronde van Frankrijk | Ronde van Spanje |
| ---- | ---------------- | ------------------- | ---------------- |
| 2014 | 22e              |                     |                  |
| 2015 | 41e              |                     |                  |
| 2016 | 17e              |                     |                  |
| 2017 | 33e              |                     |                  |
| 2018 |                  |                     |                  |
| 2019 | 24e              |                     | 39e              |
| 2020 |                  |                     |                  |

| Jaar | Amstel Gold Race | Luik-Bast.‑Luik | Ronde van Lombardije | Waalse Pijl |  | WK op de weg |  | Wereldranglijsten |
| ---- | ---------------- | --------------- | -------------------- | ----------- |  | ------------ |  | ----------------- |
| 2014 |                  |                 | opgave               |             |  | opgave       |  |                   |
| 2015 |                  |                 | 60e                  |             |  |              |  |                   |
| 2016 | 52e              | 69e             |                      | 74e         |  |              |  | 165e (UWT)        |
| 2017 | 79e              | 89e             |                      | 64e         |  | opgave       |  | 259e (UWT)        |
| 2018 |                  |                 | 87e                  |             |  | opgave       |  |                   |
| 2019 |                  |                 |                      |             |  | opgave       |  |                   |
| 2020 |                  | 71e             |                      | 110e        |  |              |  |                   |

### Resultaten in kleinere rondes
| Jaar | Tour Down Under | Parijs-Nice | Ronde van Catalonië | Ronde van het Baskenland | Ronde van Zwitserland | Ronde van Polen | BinckBank Tour |
| ---- | --------------- | ----------- | ------------------- | ------------------------ | --------------------- | --------------- | -------------- |
| 2014 |                 |             |                     | 39e                      |                       | 47e             |                |
| 2015 |                 |             |                     |                          |                       |                 |                |
| 2016 |                 |             |                     | 23e                      |                       |                 |                |
| 2017 | 81e             | 44e         |                     | 31e                      | 33e                   |                 | 89e            |
| 2018 |                 |             | opgave              |                          | 30e                   |                 |                |
| 2019 |                 | 57e         | 49e                 |                          |                       |                 |                |
| 2020 |                 |             |                     |                          |                       |                 |                |

## Ploegen
- 2012 –  Gobernación de Antioquia-Indeportes Antioquia
- 2013 –  Colombia Coldeportes
- 2014 –  Team Sky
- 2015 –  Team Sky
- 2016 –  Team Sky
- 2017 –  Team Sky
- 2018 –  Team Sky
- 2019 –  Team INEOS[1]
- 2020 –  Team INEOS
- 2021 –  INEOS Grenadiers
- 2022 –  Astana Qazaqstan (tot 31/07)
- 2025 –  Nu Colombia

Boasson Hagen · Boswell · Cataldo · Deignan · Dombrowski · Earle · Edmondson · Eisel · Froome · Seb. Henao · Ser. Henao · Kennaugh · Kiryjenka · Knees · López · Nieve · Pate · Porte · Puccio · Rasch · Rowe · Siwtsow · Stannard · Sutton · Swift · Thomas · Tiernan-Locke · Wiggins   · Zandio
Boswell · Deignan · Earle · Eisel · Fenn · Froome · Seb.Henao · Ser.Henao · Kennaugh · Kiryjenka   · Knees · König · López · Nieve · Nordhaug · Pate · Poels · Porte · Puccio · Roche · Rowe · Siwtsow · Stannard · Sutton · Swift · Thomas · Viviani · Wiggins   (tot 12/04) · Zandio · Geoghegan Hart (stagiair) · Peters (stagiair)
Boswell · Deignan · Fenn · Froome · Gołaś · Seb.Henao · Ser.Henao · Intxausti · Kennaugh · Kiryjenka   · Knees · König · Kwiatkowski · Landa · López · Moscon · Nieve · Nordhaug · Peters · Poels · van Poppel · Puccio · Roche · Rowe · Stannard · Swift · Thomas · Viviani · Zandio · Doull (stagiair)
Boswell · Deignan · Dibben · Doull · Elissonde · Froome · Geoghegan Hart · Gołaś · Seb. Henao · Ser. Henao · Intxausti · Kennaugh · Kiryjenka · Knees · Kwiatkowski · Landa · López · Moscon · Nieve · Poels · van Poppel · Puccio · Rosa · Rowe · Stannard · Thomas · Viviani · Wiśniowski
van Baarle · Basso · Bernal · Castroviejo · de la Cruz · Deignan · Dibben · Doull · Elissonde · Froome · Geoghegan Hart · Gołaś · Halvorsen · Seb. Henao · Ser. Henao · Intxausti · Kiryjenka · Knees · Kwiatkowski · Lawless · López · Moscon · Poels · Puccio · Rosa · Rowe · Sivakov · Stannard · Thomas · Wiśniowski
van Baarle · Basso · Bernal · Castroviejo · de la Cruz · Doull · Dunbar · Elissonde · Froome · Ganna · Geoghegan Hart · Gołaś · Halvorsen · Seb. Henao · Kiryjenka · Knees · Kwiatkowski · Lawless · Moscon · Narváez · Poels · Puccio · Rosa · Rowe · Sivakov · Sosa · Stannard · Swift · Thomas
Amador · Basso · Bernal · Carapaz  · Castroviejo · Dennis   · Doull · Dunbar · Froome · Ganna   · Geoghegan Hart · Gołaś · Hayter · Henao · Kiryjenka (t/m 31 januari) · Knees · Kwiatkowski · Lawless · Moscon · Narváez · Puccio · Rivera · Rodriguez · Rowe · Sivakov · Sosa · Stannard · Swift · Thomas · Van Baarle · Wurf (vanaf 1 februari)
Amador · Van Baarle · Basso · Bernal · Carapaz  · Castroviejo · De Plus · Dennis · Doull · Dunbar · Ganna     · Geoghegan Hart · Gołaś · Hayter · Henao · Kwiatkowski · Martínez · Moscon · Narváez · Pidcock (vanaf 1 februari) · Porte ·  Puccio · Rivera · Rodriguez · Rowe · Sivakov · Sosa · Swift · Thomas · Wurf · Yates · Plapp (stagiair)
Basso · Battistella · Boaro · Broesenski · Conti · de Bod · de la Cruz · Dombrowski · Fjodorov · Felline · Gazzoli (tot 10/8) · Gïdïç · Groezdev · Henao (tot 31/07) · López · Loetsenko · Martinelli · Moscon · Natarov · A. Nibali · V. Nibali · Nurlykhassym · Pronskïÿ · Raboesjenka · Romo · Scaroni (vanaf 28/07) · Tejada · Velasco · Zacharov · Zejts · Chzhan (stagiair) · Syritsa (stagiair)
1. ↑  De ploeg heette tot 30 april Team Sky, maar na het aantrekken van een nieuwe sponsor heeft de ploeg per 1 mei de huidige naam